# Canon EOS DCS 1
Die Canon EOS DCS 1 (auch Kodak EOS DCS 1) ist eine digitale Spiegelreflexkamera. Sie wurde in Kooperation zwischen dem japanischen Hersteller Canon und dem US-amerikanischen Unternehmen Kodak entwickelt und ab Januar 1994 vertrieben. Es war das zweite Modell, der im Rahmen dieser Zusammenarbeit entwickelten Kameras.

## Technische Merkmale
Die technische Basis der Entwicklung bildete ein modifiziertes Modell Canon EOS-1N, bei der an Stelle des analogen Filmes ein von Kodak entwickeltes digitales Rückteil verwendet wurde. Dieses verfügte über einen CCD-Sensor mit einer Auflösung von 6 Megapixeln. Die Aufnahmen wurden auf PCMCIA-Karten gespeichert. Eine Datenschnittstelle wurde über den Standard SCSI realisiert.
Die Kamera hat im Weiteren folgende Merkmale:
- 6 Megapixel-CCD-Sensor
- Wetterfestes Gehäuse aus einer Magnesiumlegierung
- Kamera in drei Varianten erhältlich:
  - EOS DCS 1c: Standard-Version (ISO 80)
  - EOS DCS 1m: Monochrom-Version (ISO 200)
  - EOS DCS 1ir: Infrarot-Monochrom-Version (ISO 200)